# Димов, Виктор Павлович
Виктор Павлович Димов (11 января 1941, Владивосток, СССР — 6 августа 2016, Выборг, Россия) — советский и российский скульптор, автор нескольких произведений монументально-декоративного искусства в Киргизии и России.

## Биография
Учился в Алма-Атинском художественном училище им. Н. В. Гоголя (окончил в 1962 году).
По окончании Мухинского училища в 1970 году был направлен в Киргизскую ССР, где создал ряд монументальных и станковых работ. В 1976 году был принят в Союз художников СССР.
В период с 1976 по 1982 годы в соавторстве с В. Шестопалом и Т.Герценом работал над монументальным оформлением плотины на реке Талас у Кировского водохранилища.
С 1985 года жил и работал в городе Выборге, где позднее возглавил отделение Всероссийского союза художников. Автор гранитной статуи «Волк», установленной в саду Скульптуры в центре Выборга в результате проведения скульптурного симпозиума Союза художников РСФСР в 1988 году. Из других работ выборгского периода можно отметить восстановление памятника Торгильсу Кнутссону в 1993 году и установку на Вокзальной площади «Памятного знака городу Выборгу» в 2006 году.
Был постоянным участником всесоюзных (всероссийских) и международных выставок.
Произведения В. П. Димова представлены в собраниях таких музеев и галерей, как Государственный Русский музей, Государственная Третьяковская галерея и киргизский Национальный музей искусств имени Гапара Айтиева.

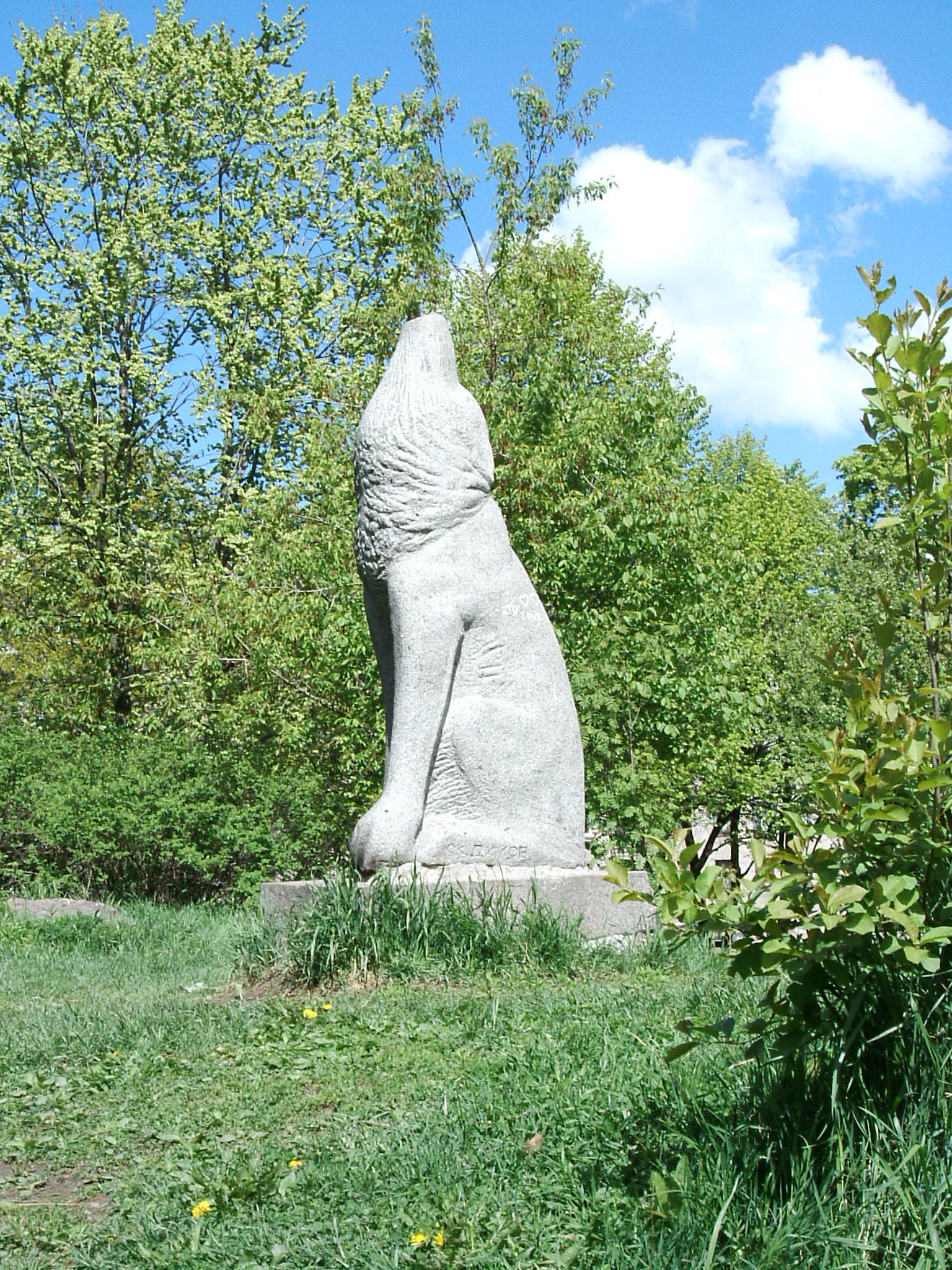
Волк
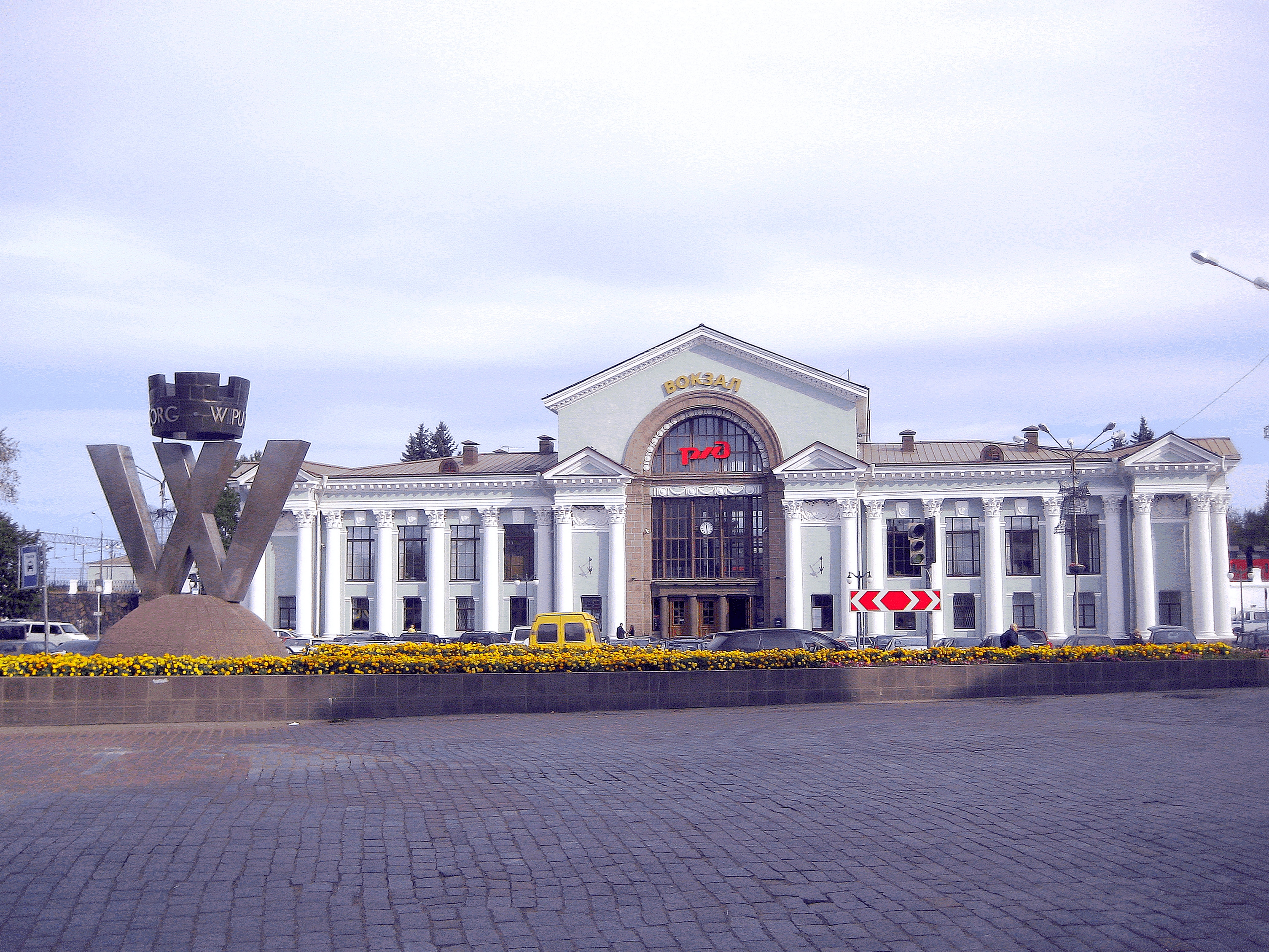
Памятный знак городу Выборгу